# Вёшенский район
Вёшенский район Ростовской области — административно-территориальная единица, существовавшая в РСФСР в 1924—1984 годах. В 1984 году переименован в Шолоховский район Ростовской области.

## История
Вёшенский район образован в 1924 году в Донецком округе (существовавшем со 2 июня 1924 года до 30.07.1930) Северо-Кавказского края.
С 20 ноября 1933 года был в составе Северной области, преобразованной 5 июля 1937 года в Северо-Донской округ (существовавший до 22 февраля 1937 года), который с 10 января 1934 года был в составе Азово-Черноморского края.
С 13 сентября 1937 года — в составе Ростовской области.
Указом Президиума Верховного Совета СССР от 6 января 1954 года из Ростовской области была выделена Каменская область (с центром в г. Каменск-Шахтинский). Территория Вёшенского района вошла в состав Каменской области.
В соответствии с Указом Президиума Верховного Совета РСФСР от 19 ноября 1957 года Каменская область упраздняется. Вёшенский район обратно входит в состав Ростовской области.
В 1956 году к Вёшенскому району присоединена часть территории упразднённого Базковского района.
На основании Указа Президиума Верховного Совета РСФСР от 4 июня 1984 года Вешенский район переименован в Шолоховский.